# YGEX
YGEX（ワイジーエックス）は、日本の音楽レーベル。日本のレコード会社・エイベックス・グループ・ホールディングスと韓国の音楽プロダクションYGエンターテインメントが共同で発足した音楽レーベル。
韓国の音楽プロダクションが日本でレーベルを設立するのは、これが初である。
社名はYGエンターテインメントの「YG」とエイベックスの「EX」を1つにし、「EXPERIENCE」（経験）と「EXCLUSIVE」（独占）という2つの意味を込めている。

## 概説
YGエンターテインメントとエイベックスの合作レーベルである本社は、YG所属歌手専用のレーベルである。専用レーベルを設けたのは、YGの音楽性を維持する目的である。
YGは韓国のほかの音楽事務所と比べて、日本進出に消極的だった。それは、日本進出にあたり自社の音楽的特徴を捨てて「日本音楽化」しなければならない事が負担になっていた為である。そこに専用レーベルを設けることで、YGの音楽的なこだわりを守れることとなった。
レーベル発足にあたり、avexの松浦勝人会長は、K-POPやJ-POPでもない「YGEXサウンド」を確立すると述べた。

## 主な所属者
- PSY
- BIGBANG
  - G-DRAGON
  - SOL
  - T.O.P
  - D-LITE
  - GD&T.O.P
  - GD X TAEYANG
- EPIK HIGH
- WINNER
- SECHSKIES
- TREASURE

## かつて所属していたアーティスト
- SE7EN
- GUMMY
- 2NE1
- V.I（BIGBANG） - 2019年3月に芸能界引退。
- B.I（iKON） - 2019年6月にiKONを脱退。
- BLACKPINK - 2019年にインタースコープ・レコード/ユニバーサルミュージックに移籍。
- iKON - 2023年に143エンターテインメントに移籍。